# Gastrochilus obliquus
Gastrochilus obliquus es una especie de orquídea que se encuentra en Asia.

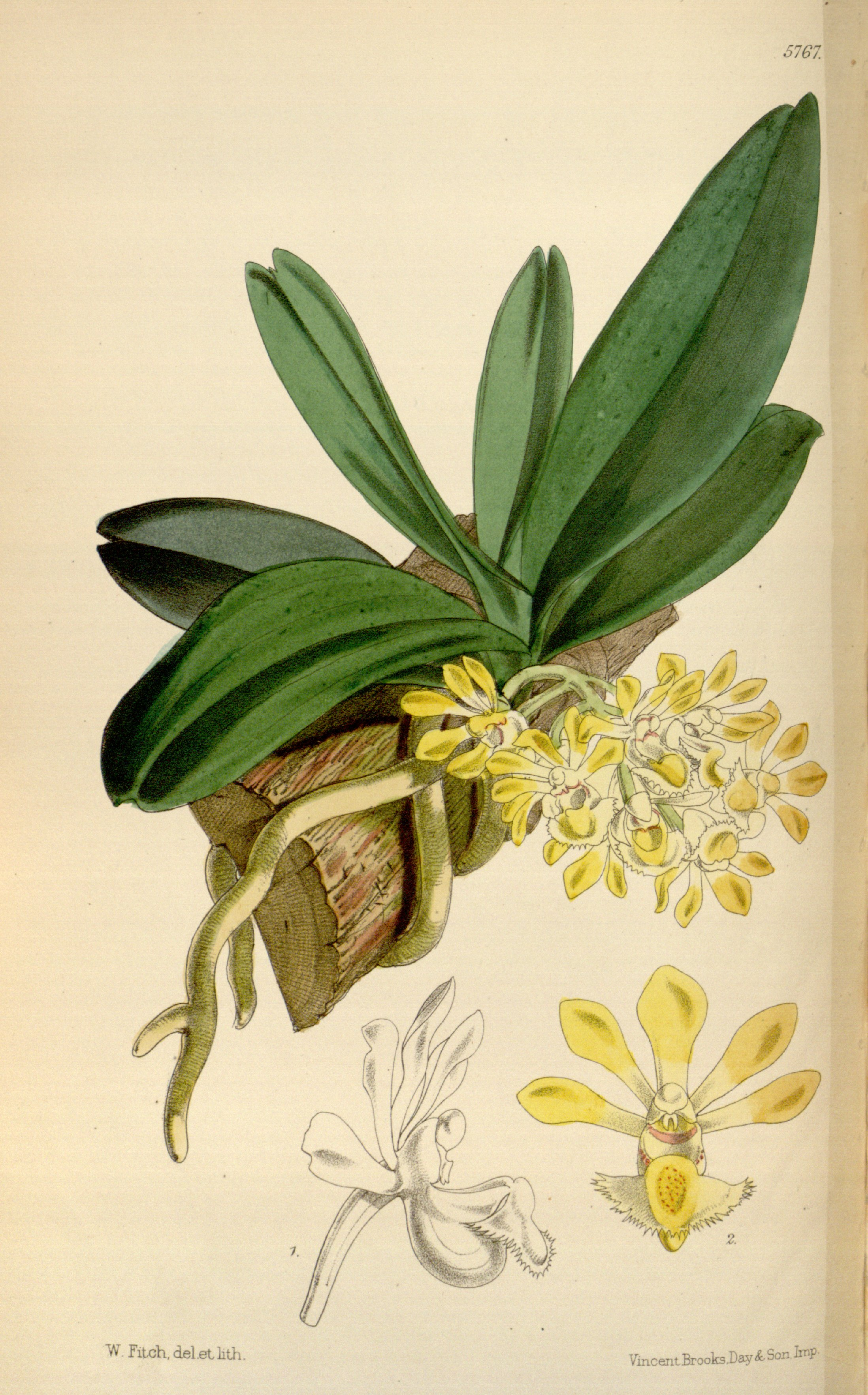
Ilustración

## Descripción
Es una planta pequeña de tamaño, que prefiere el clima cálido, de hábitos epifitas que crece con un tallo muy corto que llevan hojas persistentes, linear- oblongas a obovadas-oblongas, bífidas, de color verde brillante. Florece en el otoño y el invierno en una inflorescencia axilar, caída, subcorimbosa, racemosa, con 8 flores basales con vainas tubulares y brácteas florales grandes, obtusas. Las flores son fragantes y de larga duración.

## Distribución y hábitat
Se encuentra en el este del Himalaya, Bután, Sikkim, Birmania, Tailandia del Norte, sur de China, Laos y Vietnam del Norte en los densos bosques a elevaciones de 800 a 1400 metros. 

## Taxonomía
Gastrochilus calceolaris fue descrita por (Lindl.) Kuntze y publicado en Revisio Generum Plantarum 2: 661. 1891.
Etimología
Gastrochilus, (abreviado Gchls.): nombre genérico que deriva de la latinización de dos palabras griegas: γαστήρ, γαστρός (Gast, gasterópodos), que significa "matriz" y χειλος (Kheili), que significa "labio", refiriéndose a la forma globosa del labio.
calceolaris: epíteto latino que significa "oblicuo".
sinonimia
- Saccolabium obliquum Lindl. (basónimo)
- Vanda obliqua Wall. ex Hook.f.[3][4]